# Grand Prix automobile de Monterey
Ne pas confondre avec le Grand Prix automobile de Monterrey, disputé dans le Parc Fundidora à Monterrey au Mexique.
Le Grand Prix automobile de Monterey était une manche du championnat Champ Car (anciennement CART) se déroulant à Monterey sur le circuit de Laguna Seca. Ce Grand Prix ne doit pas être confondu avec le Grand Prix automobile de Monterrey.
La course fait son grand retour pour la saison 2019.

## Noms officiels
Les différents noms officiels du Grand Prix automobile de Monterey au fil des éditions :
- 1983-1984 : Cribari Wines 300K
- 1985 : Stroh's 300K
- 1986 : Champion Spark Plug 300
- 1987-1990 : Champion Spark Plug 300K
- 1991-1992 : Toyota Monterey Grand Prix
- 1993-1996 : Toyota Grand Prix of Monterey
- 1997-1999 : Toyota Grand Prix of Monterey Featuring the Texaco/Havoline 300K
- 2000 : Honda Grand Prix of Monterey Presented by Shell
- 2001 : Honda Grand Prix of Monterey Featuring the Shell 300
- 2002 : Grand Prix of Monterey Featuring the Shell 300
- 2003 : Grand Prix of Monterey
- 2004 : Bridgestone Grand Prix of Monterey
- 2019 : Firestone Grand Prix of Monterey

## Palmarès
| Année     | Vainqueur          | Voiture                     | Championnat            | Résultats     |
| --------- | ------------------ | --------------------------- | ---------------------- | ------------- |
| 1983      | Teo Fabi           | March Cosworth              | CART World Series      | Résultats     |
| 1984      | Bobby Rahal        | March Cosworth              | CART World Series      | Résultats     |
| 1985      | Bobby Rahal        | March Cosworth              | CART World Series      | Résultats     |
| 1986      | Bobby Rahal        | March Cosworth              | CART World Series      | Résultats     |
| 1987      | Bobby Rahal        | Lola Cosworth               | CART World Series      | Résultats     |
| 1988      | Danny Sullivan     | Penske Chevrolet/Ilmor      | CART World Series      | Résultats     |
| 1989      | Rick Mears         | Penske Chevrolet/Ilmor      | CART World Series      | Résultats     |
| 1990      | Danny Sullivan     | Penske Chevrolet/Ilmor      | CART World Series      | Résultats     |
| 1991      | Michael Andretti   | Lola Chevrolet/Ilmor        | CART World Series      | Résultats     |
| 1992      | Michael Andretti   | Lola Ford/Cosworth          | CART World Series      | Résultats     |
| 1993      | Paul Tracy         | Penske Chevrolet/Ilmor      | CART World Series      | Résultats     |
| 1994      | Paul Tracy         | Penske Mercedes-Benz/Ilmor  | CART World Series      | Résultats     |
| 1995      | Gil de Ferran      | Reynard Mercedes-Benz/Ilmor | CART World Series      | Résultats     |
| 1996      | Alessandro Zanardi | Reynard Honda               | CART World Series      | Résultats     |
| 1997      | Jimmy Vasser       | Reynard Honda               | CART World Series      | Résultats     |
| 1998      | Bryan Herta        | Reynard Ford/Cosworth       | CART World Series      | Résultats     |
| 1999      | Bryan Herta        | Reynard Ford/Cosworth       | CART World Series      | Résultats     |
| 2000      | Hélio Castroneves  | Reynard Honda               | CART World Series      | Résultats     |
| 2001      | Max Papis          | Lola Ford/Cosworth          | CART World Series      | Résultats     |
| 2002      | Cristiano da Matta | Lola Toyota                 | CART World Series      | Résultats     |
| 2003      | Patrick Carpentier | Lola Ford/Cosworth          | CART World Series      | Résultats     |
| 2004      | Patrick Carpentier | Lola Ford/Cosworth          | Champ Car World Series | Résultats     |
| 2005-2018 | Pas de course      | Pas de course               | Pas de course          | Pas de course |
| 2019      | Colton Herta       | Dallara / Honda             | IndyCar Series         | Résultats     |